# Gary Geidel
Gary Geidel (Staten Island, Nueva York; 11 de diciembre de 1956 - Torres Gemelas, 11 de septiembre de 2001) fue un bombero del Departamento de Bomberos de la Ciudad de Nueva York fallecido durante los atentados del 11 de septiembre de 2001, víctima del colapso de la Torre Norte. Falleció poco antes de su jubilación programada.

## Muerte
Murió en Nueva York durante los atentados del 11 de septiembre. Su cuerpo nunca fue encontrado. Geidel había planeado jubilarse a finales de ese año tras 20 años como bombero; sus últimas vacaciones estaban programadas para el 11 de octubre, y la jubilación sería el 7 de noviembre de ese año.
En el National September 11 Memorial & Museum, Geidel está conmemorado en la piscina sur, en el panel S-10, junto con otros diez bomberos caídos del Cuerpo de Rescate 1.

## Familia
Geidel era el hijo mayor del teniente Paul Geidel, también perteneciente al Cuerpo de Rescate 1 del FDNY. El segundo hijo de Paul, Ralph Geidel, trabajó en el grupo de búsqueda de la zona cero durante 230 días en busca de restos. El 21 de octubre de 2014, en California, Ralph murió de cáncer atribuido a la exposición a toxinas en la zona de escombros.